# Liste der Kulturdenkmäler in Mittelaschenbach
Die folgende Liste enthält die in der Denkmaltopographie ausgewiesenen Kulturdenkmäler auf dem Gebiet des Ortsteils Mittelaschenbach der Gemeinde Nüsttal, Landkreis Fulda, Hessen.
Hinweis: Die Reihenfolge der Denkmäler in dieser Liste orientiert sich an der Anschrift, alternativ ist sie auch nach der Bezeichnung, der vom Landesamt für Denkmalpflege vergebenen Nummer oder der Bauzeit sortierbar.
Kulturdenkmäler werden fortlaufend im Denkmalverzeichnis des Landes Hessen durch das Landesamt für Denkmalpflege Hessen auf Basis des Hessischen Denkmalschutzgesetzes (HDSchG) geführt. Die Schutzwürdigkeit eines Kulturdenkmals hängt nicht von der Eintragung in das Denkmalverzeichnis des Landes Hessen oder der Veröffentlichung in der Denkmaltopographie ab.

Das Vorhandensein oder Fehlen eines Objekts in dieser Liste ist keine rechtsverbindliche Auskunft darüber, ob es Kulturdenkmal ist oder nicht: Diese Liste entspricht möglicherweise nicht dem aktuellen Stand der offiziellen Denkmaltopographie. Diese ist für Hessen in den entsprechenden Bänden der Denkmaltopographie Bundesrepublik Deutschland und im Internet unter DenkXweb – Kulturdenkmäler in Hessen einsehbar. Auch diese Quellen sind, obwohl sie durch das Landesamt für Denkmalpflege Hessen aktualisiert werden, nicht immer aktuell, da es im Denkmalbestand immer wieder Änderungen gibt.
Eine verbindliche Auskunft erteilt allein das Landesamt für Denkmalpflege Hessen.
Nutze diese Kartenansicht, um Koordinaten in der Liste zu setzen. In dieser Kartenansicht sind Kulturdenkmale ohne Koordinaten mit einem roten bzw. orangen Marker dargestellt und können in der Karte gesetzt werden. Kulturdenkmale ohne Bild sind mit einem blauen bzw. roten Marker gekennzeichnet, Kulturdenkmale mit Bild mit einem grünen bzw. orangen Marker.
| Bild            | Bezeichnung                | Lage                                                                | Beschreibung                                  | Bauzeit                   | Objekt-Nr. |
| --------------- | -------------------------- | ------------------------------------------------------------------- | --------------------------------------------- | ------------------------- | ---------- |
| Bild gesucht BW | Kreuzigungsgruppe          | Am Linsberg LageFlur: 18, Flurstück: 1                              | Aus drei Teilen bestehende Kreuzigungsgruppe. | Um 1860                   | 37255 DDB  |
| Bild gesucht BW | Katholische Kapelle        | Am Linsberg LageFlur: 18, Flurstück: 1                              |                                               | 1844 (Inschrift)          | 37254 DDB  |
| Bild gesucht BW | Wegekreuz                  | Bachstraße LageFlur: 16, Flurstück: 46/2                            | Steinkruzifix                                 | 1859, vermutet.           | 37251 DDB  |
| Bild gesucht BW | Fachwerkhaus               | Bachstraße 1 LageFlur: 16, Flurstück: 14                            |                                               | Um 1850                   | 37244 DDB  |
| Bild gesucht BW | Hofreite                   | Bachstraße 5 LageFlur: 16, Flurstück: 16                            |                                               | Um 1800 (Kern)            | 37245 DDB  |
| Bild gesucht BW | Hofreite                   | Bachstraße 7 LageFlur: 16, Flurstück: 17                            |                                               | Um 1800                   | 37246 DDB  |
| Bild gesucht BW | Fachwerkhaus (Auszugshaus) | Bachstraße 8 LageFlur: 16, Flurstück: 31                            |                                               | Um 1850                   | 37778 DDB  |
| Bild gesucht BW | Hofreite                   | Bachstraße 9 LageFlur: 16, Flurstück: 19                            |                                               | 1840 Wohnhaus (Inschrift) | 37247 DDB  |
| Bild gesucht BW | Hofreite                   | Bachstraße 10 LageFlur: 16, Flurstück: 29, 30                       |                                               | Um 1800                   | 37248 DDB  |
| Bild gesucht BW | Fachwerkhaus               | Bachstraße 11 LageFlur: 16, Flurstück: 20                           |                                               | Um 1840                   | 37249 DDB  |
| Bild gesucht BW | Wegekreuz                  | Haselsteiner Straße LageFlur: 16, Flurstück: 40/14                  |                                               | 1852, bezeichnet.         | 37250 DDB  |
| Bild gesucht BW | Bildstock                  | Kleines Duitenfeld LageFlur: 8, Flurstück: 7/2                      |                                               | 1805, bezeichnet.         | 37804 DDB  |
| Bild gesucht BW | Hofreite                   | Reinhardser Straße 2, Bornwiese LageFlur: 14, 16, Flurstück: 13, 36 |                                               | Nach 1750                 | 37252 DDB  |
| Bild gesucht BW | Bildstock                  | Spahler Straße 4 LageFlur: 16, Flurstück: 7/5                       |                                               | Nach 1850                 | 37253 DDB  |